# Louis Despréaux Saint-Sauveur
Jean-Marie o Louis Despréaux ( 1794 - 1843 ) fue un botánico, briólogo, algólogo, micólogo francés.
Fue especialista de las criptógamas y en particular los líquenes, setas y algas. Fue expedicionario naturalista de la Expedición de Morea. Exploró también en las Islas Canarias.
- La abreviatura «Despr.» se emplea para indicar a Louis Despréaux Saint-Sauveur como autoridad en la descripción y clasificación científica de los vegetales.[1]